# La Toma (Argentine)
Pour les articles homonymes, voir La Toma.
La Toma encore appelée 4 de junio est une localité de la province de San Luis, en Argentine, et le chef-lieu du département de Coronel Pringles.
Elle est la « capitale du marbre onyx » du pays. Elle se trouve dans le Valle de Conlara. C'est un important centre minier.
La Toma se fait actuellement connaître comme centre touristique nouveau, dont la principale activité est le tourisme d'aventure.

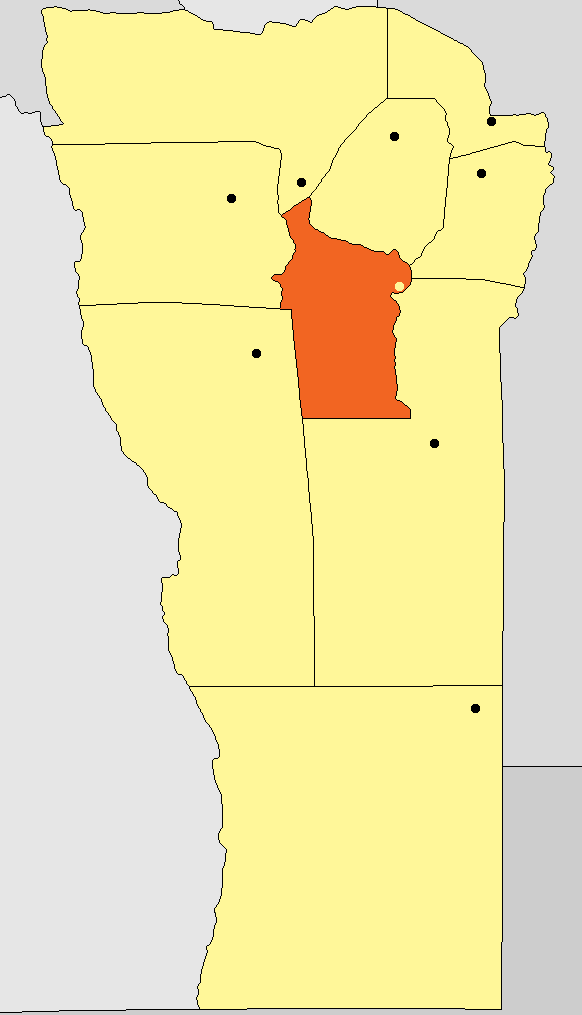
Localisation de la ville dans la province

## Population
Elle comptait 6 663 habitants en 2001, ce qui représentait une hausse de 19 % par rapport aux 5 601 recensés en 1991. Cela fait de la ville la 5e cité de la 
province.